# Старичёнок, Василий Денисович
Василий Денисович Старичёнок (бел. Васіль Дзянісавіч Старычонак; род. 24 февраля 1954, д. Лутище, Крупский район, Минская область) — советский и белорусский филолог, доктор филологических наук, профессор. Декан филологического факультета Белорусского государственного педагогического университета им. Максима Танка.

## Биография
Родился в 1954 году в деревне Лутище Крупского района Минской области.
В 1976 году с отличием окончил филологический факультет Белорусский государственный университет, начал работать в Институте языкознания АН СССР в секторе диалектологии. Ежегодно участвовал в поездках диалектологических экспедиций в разные регионы Беларуси, Латвии и Литвы.
Первые научные труды были опубликованы в научных сборниках «Живое слово» (Минск, 1978 год), «Народная словатворчасць» (Минск , 1979 год), и представляли собой тематические и региональные подборки диалектных слов.
18 апреля 1980 года Василий Старичёнок защитил кандидатскую диссертацию.
В 1998 году становится доктором филологических наук.

## Научная деятельность
Василий Старичёнок работает над развитием семасиологии в белорусской лингвистике. Внёс значительный вклад в сбор, систематизацию и обработку диалектных материалов. Выступает в печати с 1977 года. Является автором свыше 300 научно-методических работ, среди которых монографии «Полисемия в белорусском языке: на материале субстантивов», «Метафора в белорусском языке», «Многозначность слова в белорусском языке: основные типы полисемии, направления семантической деривации», «Семантическая пространство человека в языке и речи», «Вторичные номинации в художественном дискурсе».
В. Д. Стариченок внес значительный вклад в теорию и практику лексикографии: он является автором «Словаря омонимов белорусского языка», «Большого лингвистического словаря», соавтором двух фундаментальных академических работ: пятитомного «Словаря белорусских говоров северо-западной Беларуси и её пограничья» и также пятитомного «Лексического атласа белорусских народных говоров», который был отмечен Государственной премией Республики Беларусь в области науки. Под редакцией В. Д. Стариченка в 2015 г. опубликован первый в лексикографической практике «Белорусско-азербайджанский словарь».
В. Д. Стариченок занимается подготовкой учебно-методических пособий по филологическим дисциплинам для студентов и учащихся («Белорусская литература: от А до Я», «Белорусский язык: школьный словарь-справочник», «Занимательная филология», «150 сочинений по белорусской литературе», «Культура речи и деловое общение», «Современный русский язык»).
Книги «Деловое общение и речевая культура современного преподавателя», «Современный русский литературный язык», «Современный русский язык: лексикология» в 2014—2018 гг. опубликованы на китайском языке.

### Избранные труды
- Старычонак, В. Д. Слоўнік амонімаў беларускай мовы /В. Д. Старычонак. — Мн: Выш. шк., 1991. — 256 с.
- Старычонак, В. Д. Беларуская літаратура: Дапаможнік для абітурыентаў. 4-е выд., дапрац. /В. Д. Старычонак — Мн.: Выш. шк., 1996. — 350 с.
- Старычонак, В. Д. Полісемія ў беларускай мове (на матэрыяле субстантываў) / В. Д. Старычонак — Мн.: Выд.-ва БДПУ імя Максіма Танка, 1997. — 232 с. № 9. — С. 27 — 29.
- Старычонак, В.Д. 155 сачыненняў па беларускай літаратуры: у дапамогу абітурыентам і школьнікам. 2-е выд. стэрэат. / В. Д. Старычонак — Мн.: Выш. шк., 2001. — 416 с.
- Старычонак, В. Д. Метафара ў беларускай мове: на матэрыяле субстантываў: манаграфія / В. Д. Старычонак. — Мінск: БДПУ, 2007. — 190 с.
- Стариченок, В. Д. Большой лингвистический словарь /В. Д. Стариченок.— Ростов-н/Д: Феникс, 2008. — 811 с.
- Стариченок, В. Д. Культура речи: учеб. пособие / В. Д. Стариченок, И. П. Кудреватых, Л. Г. Рудь.- Минск: Вышэйшая школа, 2015. — 303 с.
- Старычонак, В. Д. Беларуска-азербайджанскі слоўнік / укл.: В. Д. Старычонак [і інш.]; навук. рэд. : В. Д. Старычонак, Т. Г. Шукурбейлі. — Мінск: Беларуская навука, 2015. — 287 с.
- Старычонак, В. Д. Мнагазначнасць слова ў беларускай мове. У 3-х кн. Кн. 1. Асноўныя тыпы полісеміі, кірункі семантычнай дэрывацыі / В. Д. Старычонак. — Мінск: Колорград, 2017. — 273 с.
- Старычонак, В. Д. Мнагазначнасць слова ў беларускай мове. У 3-х кн. Кн. 2. Семантычная прастора чалавека ў мове і маўленні / В. Д. Старычонак. — Мінск: Колорград, 2017. — 349 с.
- Старычонак, В. Д. Мнагазначнасць слова ў беларускай мове. У 3-х кн. Кн. 3. Другасныя намінацыі ў мастацкім дыскурсе / В. Д. Старычонак. — Мінск: Колорград, 2017. — 301 с.
- Стариченок, В. Д. Образ человека в белорусском языковом континууме : монография / В. Д. Стариченок. — Минск : Колорград, 2018. — 292 с.

## Награды и признание
- Медаль Франциска Скорины (2010)
- Орден Франциска Скорины (2014)
- знак «Отличник образования»
- почётный профессор Литовского эдукологического университета[4].